# China Television

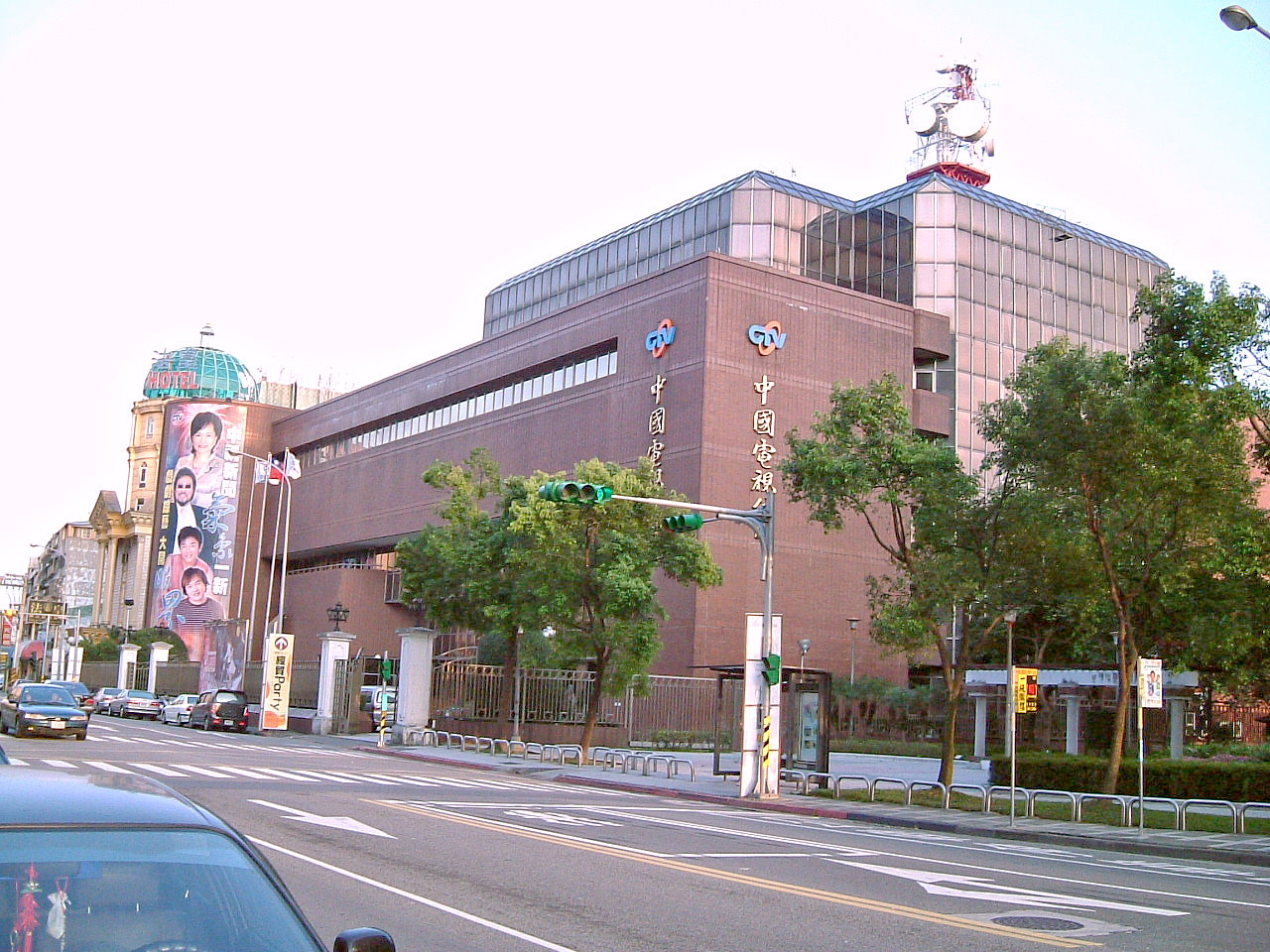
Tòa nhà CTV tại Đài Bắc

Công ty Truyền hình Trung Quốc (CTV) (Phồn thể: 中國電視公司, Giản thể: 中国电视公司, Hán Việt: Trung Quốc điện thị công ty) hay đài Trung thị là một hệ thống truyền hình được Quốc Dân Đảng thành lập vào ngày 3 tháng 9 năm 1968. Buổi phát hình thử nghiệm được thực hiện vào ngày 9 tháng 10 năm 1969 và kênh truyền hình được khai trương vào ngày 31 tháng 10 cùng năm. Đây là kênh truyền hình màu đầu tiên phát sóng trên toàn hòn đảo.
Ngày 9 tháng 8 năm 1999, đài chính thức được niêm yết trên Sở giao dịch chứng khoán Đài Loan, trở thành công ty truyền thông nội địa đầu tiên niêm yết trên sàn. Năm 2006, đài đã chịu tác động mạnh của luật cải cách phương tiện truyền thông ở Đài Loan, trong đó yêu cầu tất cả các đảng chính trị phải từ bỏ sự kiểm soát của họ trong các công ty truyền hình và đài phát thanh, 90% cổ phần của CTV đã được bán cho Tập đoàn truyền thông Trung Quốc Thời báo (China Times). Truyền hình Trung Thiên 
(Chung T'ien Television) (CTi), truyền hình cáp chính tại Đài Loan cũng thuộc sở hữu của tập đoàn này và nhiều khi trên 3 kênh của CTi cũng có biểu tượng của CTV. Hiện CTV vẫn đang là kênh truyền hình lớn nhất Đài Loan, và có tỷ lệ người xem chương trình thời sự buổi tối cao nhất.

### Thời gian phát sóng
- 1969 - 1975 phát lúc 8:00 và kết thúc lúc 18:25.
- 1975 - 2005 phát lúc 8:00. và kết thúc lúc 0:00.
- 2005 - 2009 phát lúc 13:00. kết thúc lúc 22:20. (do chuyển đổi)
- 2009 - nay phát lúc 6:00. kết thúc vào 1:00 từ thứ ba đến thứ bảy, 2:00 vào chủ nhật và 1:45 vào thứ hai.

## Kênh
- Kênh chính CTV
- Kênh thời sự CTV
- Kênh Nghệ thuật Trung Thị